# Shuturnakhkhunte II
Shuturnakhkhunte II (Susa, c. 750 a. C. - ibídem, 699 a. C.) fue rey de Elam desde 717 a. C. hasta su muerte. Combatió sin éxito a los asirios y murió asesinado en una revuelta palaciega.

## Vida
Sobrino de Humban-Nikash I, a quien sucedió, continuó la lucha contra Sargón II de Asiria, el cual derrotó dos invasiones suyas en 710 y 708 a. C. 
En 703 a. C., Babilonia se rebeló una vez más contra el dominio asirio. Su rey, Merodac-Baladán, se aseguró el apoyo de Shutruknakhkhunte II contra los asirios enviándole buena parte de los tesoros del templo Esagila. El monarca elamita le envió importantes refuerzos al mando de su lugarteniente en jefe, Imbappa, el segundo de éste y diez generales más.
Sin embargo, el rey asirio Senaquerib derrotó a la coalición en 702 a. C., obligando al rey babilonio a refugiarse en las marismas de la Baja Mesopotamia.
En 700 a. C. el tenaz Merodac-Baladán reapareció y volvió a alzar en armas al sur de Mespotamia, pero fue derrotado de nuevo por Senaquerib y huyó a Elam. El rey asirio instaló a su hijo Asurnadinsumi en el trono babilonio, ejerciendo un férreo control.
La victoria asiria tuvo pronta repercusión para el monarca elamita. En 699 a. C., una revuelta palaciega provocó la muerte de Sutruknakhunte II y el ascenso al trono de Susa de su hermano más joven, Hallushu-Inshusinak.